# جيمي مارتن (لاعب كرة قدم أمريكية)
جيمي مارتن (بالإنجليزية: Jamie Martin) (و. 1970  م) هو لاعب كرة قدم أمريكية أمريكي، ولد في أورانج، أورانج، كاليفورنيا، مركز لعبه هو ظهير ربعي.

## التعليم
تعلم في جامعة وبر الحكومية ‏
.